# Nicolas Tournadre

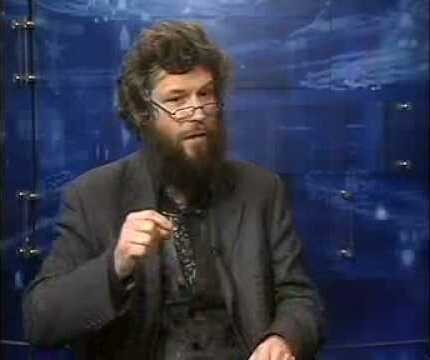
Nicolas Tournadre, 2009

Nicolas Tournadre is een Frans tibetoloog.
Tournadre is professor Tibetaans aan de Universiteit Parijs VIII en de Universiteit Aix-Marseille I. Hij is een van de meest vooraanstaande wetenschappers op het gebied van de Tibetaanse linguïstiek en schreef hierover veel werken.
Hij ontwikkelde de fonetische scripttaal voor de Tibetan and Himalayan Library. Daarnaast schreef hij samen met Sangda Dorje het belangrijk handboek voor gesproken Tibetaans Manual of Standard Tibetan.
Nicolas Tournadre is directeur van het project voor referentiegrammatica van het THDL en mededirecteur van het project Tibetan Language Learning Resources. In 2000 was hij een van de directeuren voor de expeditie voor het behoud van levende tradities van Tibetaanse folkmuziek.